# کنسرتو ویولن شماره ۲ (پاگانینی)

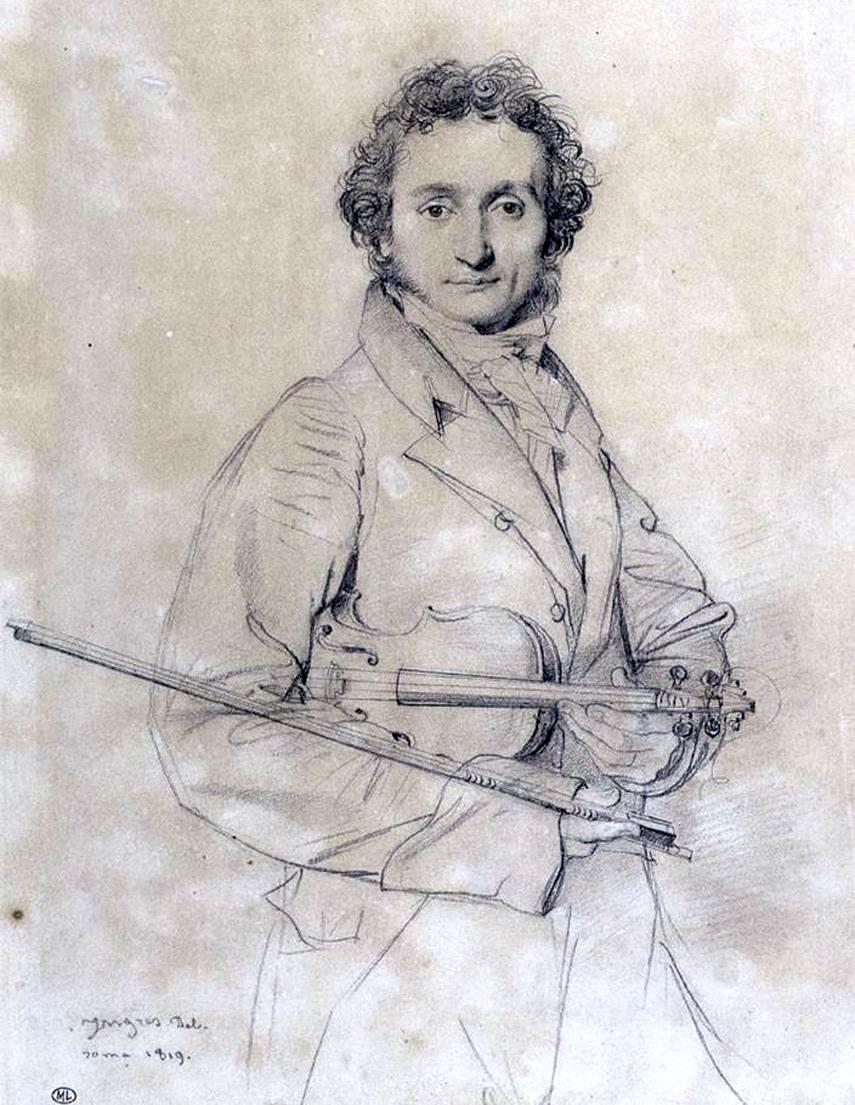
تصویری از نیکولو پاگانینی

کنسرتو ویولن شماره ۲ در سی مینور اپوس ۷، دومین کنسرتو ویولن نیکولو پاگانینی است. پاگانینی این کنسرتو ویولن را در ۱۸۲۶ به پایان رساند و همان سال در لا اسکالای میلان اجرایش کرد.
این کنسرتو ویولن از سه موومان تشکیل شده‌است:
1. آلگرو (مائستوزو)
2. آداجیو
3. روندو (لا کامپانلا)

## ویژگی‌ها
کنسرتو ویولن شماره ۲ پاگانینی از قطعات مشکل برای ویولن است. اجرای آن در حدود ۲۵ تا ۳۰ دقیقه زمان می‌برد. سومین موومان آن به لا کامپانلا معروف است. دلیل این نامگذاری صدای زنگی است که در طول اجرا شنیده می‌شود. فرانتز لیست به شدت تحت تأثیر این قطعه قرار گرفت و اتود لا کامپانلا را بر اساس آن نوشت.